# New Zealand Football
New Zealand Football este forul conducător oficial al fotbalului în Noua Zeelandă. Este afiliată la FIFA din 1948 și la OFC din 1966. Se ocupă cu organizarea echipei naționale și a campionatului intern.